# Zambesi
Il fiume Zambesi, o Zambezi, con i suoi 2574 km di lunghezza è il quarto fiume più lungo dell'Africa e il più grande tra i fiumi che sfociano nell'Oceano Indiano. La sua sorgente si trova in Zambia; il fiume scorre poi in Angola, lungo il confine tra Zambia e Zimbabwe, fino al Mozambico, dove sfocia nell'Oceano Indiano. Il suo bacino copre un'area di 1570000 km², poco meno della metà di quello del Nilo.
La caratteristica più spettacolare dello Zambesi sono le cascate che si formano lungo il suo corso: tra queste vi sono le cascate Vittoria, che sono tra le cascate più belle e spettacolari del mondo. Altre cascate di notevole importanza sono le cascate Ngonye nello Zambia occidentale e le cascate Chavuma al confine tra Zambia e Angola. Nonostante la sua lunghezza lo Zambesi è attraversato da soli 14 ponti e strade: alcuni esempi sono il ponte di Chinyingi, Katima Mulilo, cascate Vittoria, Chirundu, Tete e Caia.
Esistono due principali fonti di energia idroelettrica sul fiume: la diga di Kariba, che fornisce energia allo Zambia e allo Zimbabwe, e la diga di Cabora Bassa, sita in Mozambico, che fornisce energia al Sudafrica. Esiste anche una stazione energetica più piccola alle cascate Vittoria.

## Il corso del fiume

### La sorgente
Il fiume sorge in Zambia nord-occidentale, tra colline ondulate coperte da foreste, ad una altezza di circa 1500 m sul livello del mare. Ad est della sorgente vi è uno spartiacque naturale tra il bacino del Congo e il bacino dello Zambesi, costituito da una fascia montagnosa la cui altezza diminuisce bruscamente sia in direzione nord che in direzione sud, e che si estende longitudinalmente in direzione est-ovest tra le latitudini 11 e 12 gradi sud. Nelle vicinanze della sorgente non vi è uno spartiacque così ben delimitato, tuttavia i bacini dei due fiumi non comunicano in nessun punto.

### Zambesi superiore

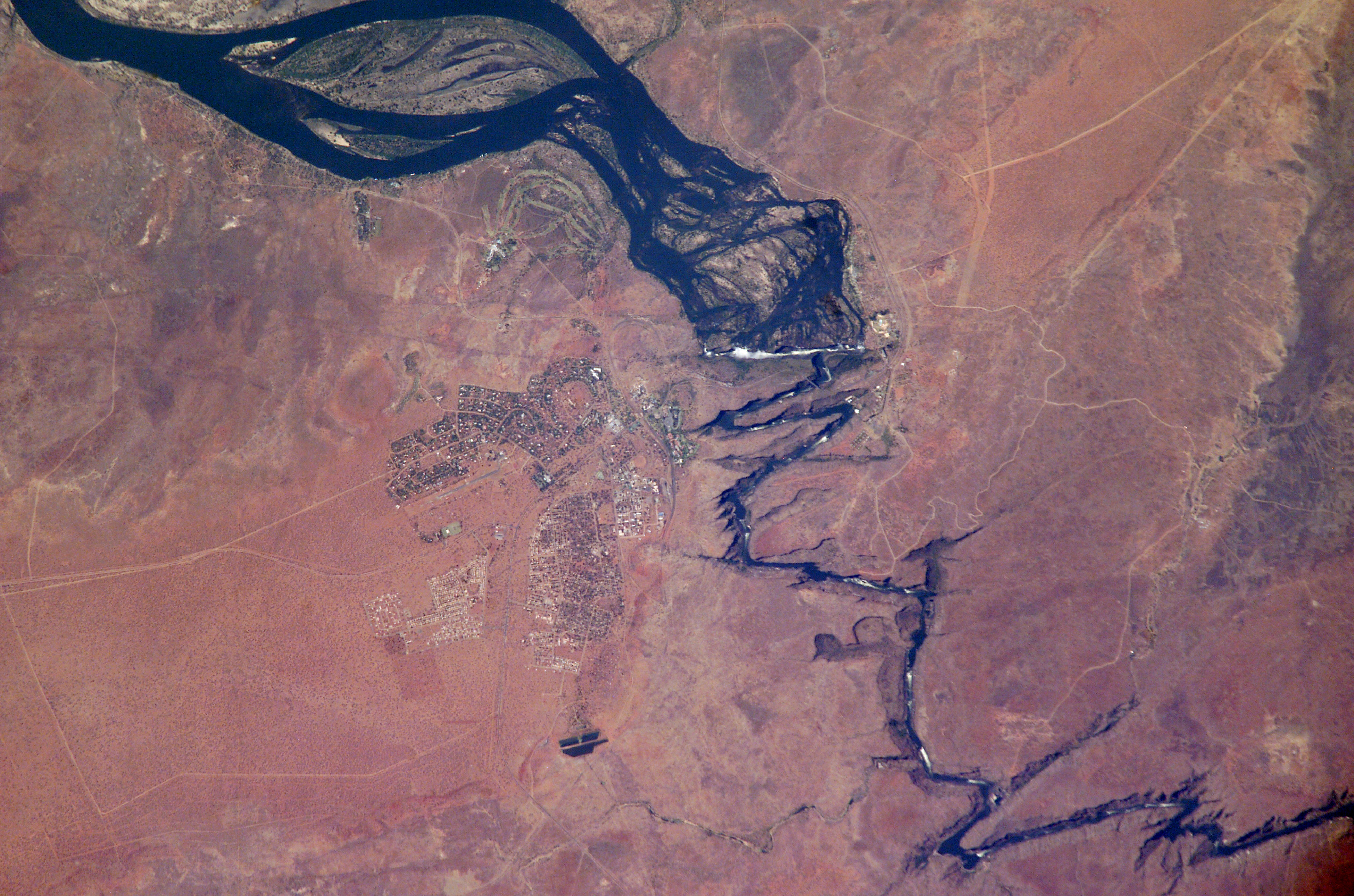
Le cascate Vittoria

Il fiume scorre in direzione sud-ovest per circa 240 km, per poi piegare verso sud e unirsi a molti affluenti. A pochi chilometri a nord di Kakengi il fiume si allarga da 100 a 350 m e a sud di Kakengi vi sono una serie di rapide che terminano nelle cascate Chavuma, dove il fiume scorre attraverso una stretta fenditura rocciosa. Il primo dei grandi affluenti che si uniscono allo Zambesi è il fiume Kabompo nello Zambia settentrionale, e un po' più a sud vi è la confluenza con il più grande degli affluenti dello Zambesi, il fiume Lungwebungu. A 30 km più a sud dall'unione con il Lungwebungu la terra diventa piatta, e nella stagione delle piogge è in gran parte coperta dalle inondazioni. Ottanta chilometri più a sud, nei pressi della città di Lealui, il fiume Luanginga, che con i suoi affluenti copre una ampia area del bacino occidentale, si unisce allo Zambesi. Dopo Lealui il fiume piega verso sud-est. Dal lato orientale continua a unirsi a numerosi affluenti minori, mentre dal lato occidentale rimane senza affluenti per 240 km, quando si unisce al fiume Cuando.
Qualche chilometro prima del fiume Cuando, lo Zambesi inizia a scorrere in direzione est, e il suo corso viene interrotto dalle cascate Ngonye e successivamente da una serie di rapide. Dopo l'unione con il Cuando il letto del fiume diventa molto largo e poco profondo e l'acqua avanza a bassa velocità, e, scorrendo in direzione est verso il grande altopiano centrale africano, raggiunge il grande dislivello che forma le cascate Vittoria.
Dai 1500 metri di altezza alla sorgente, il fiume scende a circa 1100 m quando arriva nei pressi di Kakengi, dopo aver percorso 350 km. Da questo punto fino alle cascate Vittoria, il livello del bacino rimane sostanzialmente uniforme, scendendo di soli 180 m.

### Zambesi medio

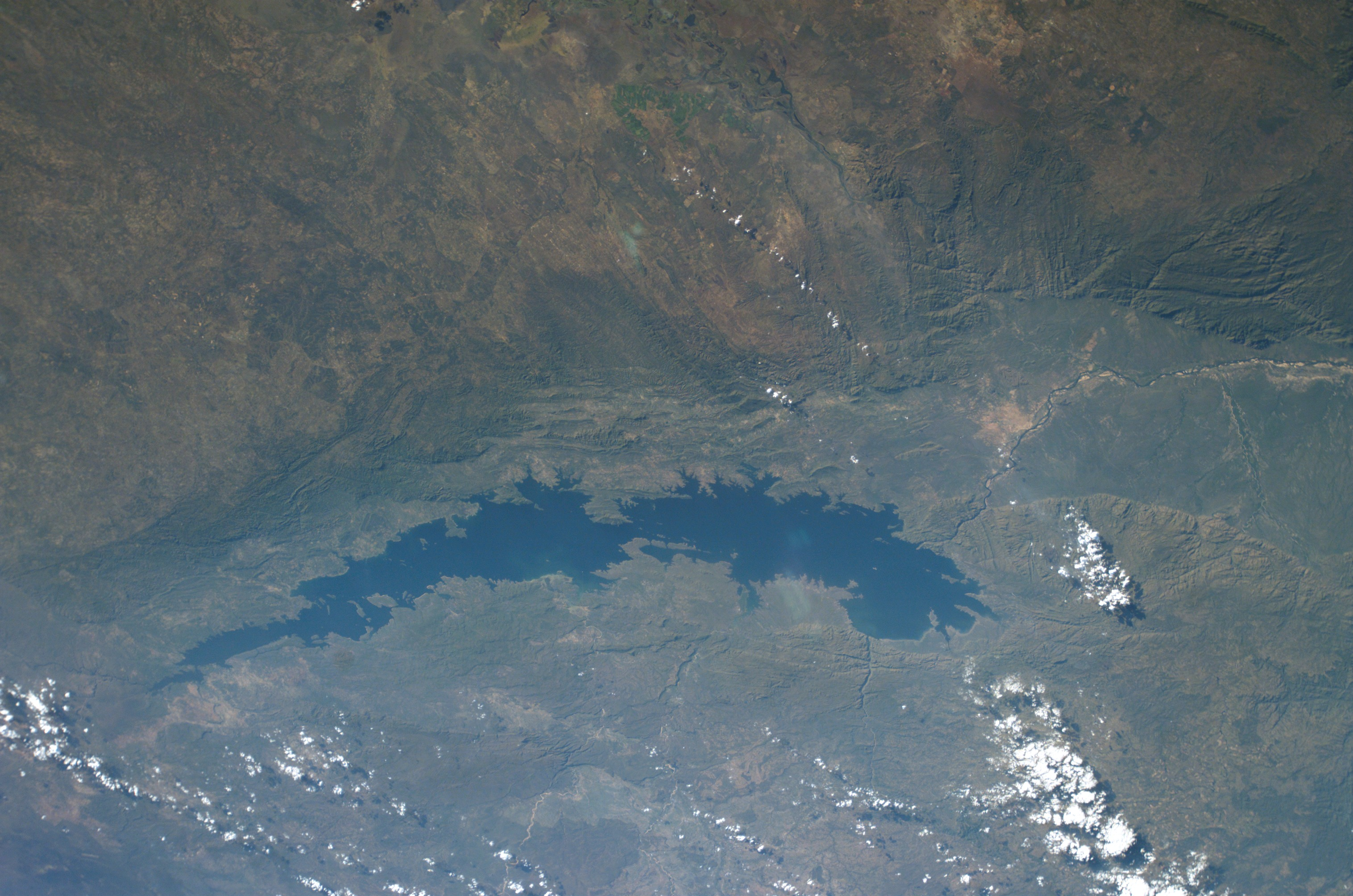
Il lago Kariba visto dallo spazio

Le cascate Vittoria sono considerate il confine tra lo Zambesi superiore e lo Zambesi medio. Dopo le cascate il fiume continua a scorrere verso est per 200 km, attraversando pareti perpendicolari di basalto, che formano una gola di larghezza variabile dai 20 ai 60 metri, tra colline alte 200-250 m. Lungo questa gola vi sono una successione di rapide che continuano per un tratto di circa 240 km, alla fine del quale il livello del fiume risulta più basso di 250 m.
A questo punto il fiume entra nel lago Kariba, formatosi nel 1959 quando venne completata la diga Kariba. Il lago è uno dei laghi artificiali più grandi del mondo, e l'energia idroelettrica prodotta grazie alla diga soddisfa il fabbisogno energetico di gran parte dello Zambia e dello Zimbabwe.
Subito dopo la diga, il fiume continua verso nord, fino alla confluenza con il fiume Kafue, dopo il quale il corso del fiume piega verso est. Dopo circa 150 chilometri si unisce a un altro grande affluente di sinistra, il Luangwa, per sfociare così nel lago Cahora Bassa, in Mozambico, dove ufficialmente termina il corso dello Zambesi medio. Il lago si formò nel 1974 dopo la costruzione della diga che ne prende il nome, in una zona precedentemente nota per ospitare una serie di rapide pericolose, conosciute con il nome di Kebrabassa.

### Zambesi inferiore

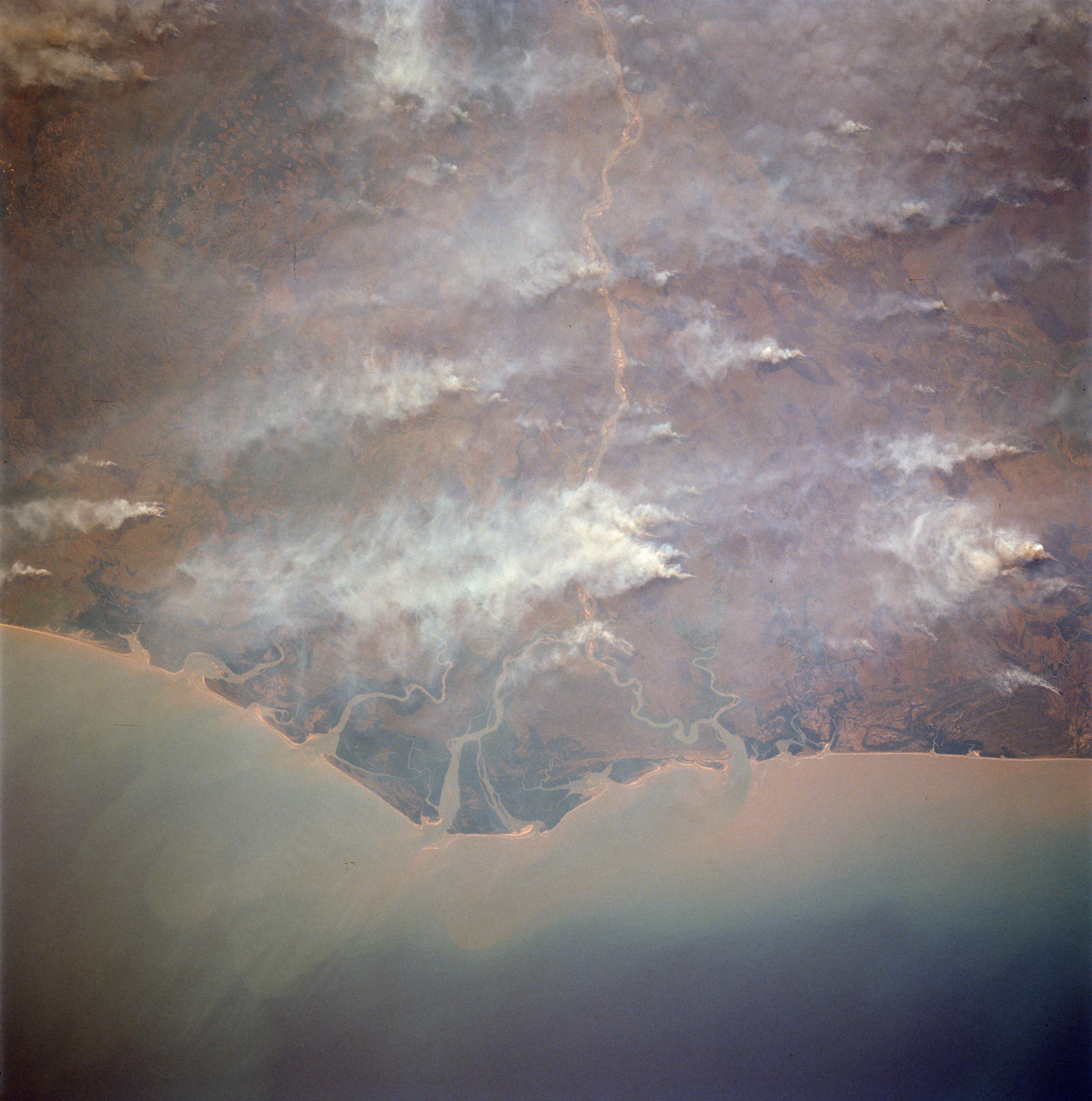
Il delta dello Zambesi

Lo Zambesi inferiore è lungo 650 km e va da Cahora Bassa all'Oceano Indiano. È completamente navigabile, anche se le sue acque, durante la stagione secca, sono basse in molti punti per le scarse precipitazioni e bassa umidità. Le secche emergono quando il fiume arriva in un'ampia valle dove il letto del fiume si allarga, coprendo una grande area. La sua larghezza varia da 5 a 8 km, con l'unica eccezione del tratto iniziale, in cui il fiume attraversa la gola Lupata, una serie di dirupi scoscesi, che lo rendono non più largo di 200 m.
Più a valle il flusso del fiume si divide in diverse ramificazioni, che durante la stagione delle piogge si riuniscono in vari punti a formare un unico flusso. A 150 km dalla foce, lo Zambesi riceve le acque del lago Malawi attraverso il fiume Shire. Avvicinandosi all'Oceano Indiano, il fiume si dirama formando un ampio delta, in cui le quattro bocche principali, Milambe, Kongone, Luabo e Timbwe, sono ostruite da banchi di sabbia. Una bocca molto più a nord, chiamata Chinde, ha una profondità minima di 2 m all'entrata e di 4 m all'interno, ed è la ramificazione usata per la navigazione. Il delta dello Zambesi è oggi la metà di come era prima della costruzione delle due grandi dighe Kariba e Cahora Bassa.

## Flora e fauna

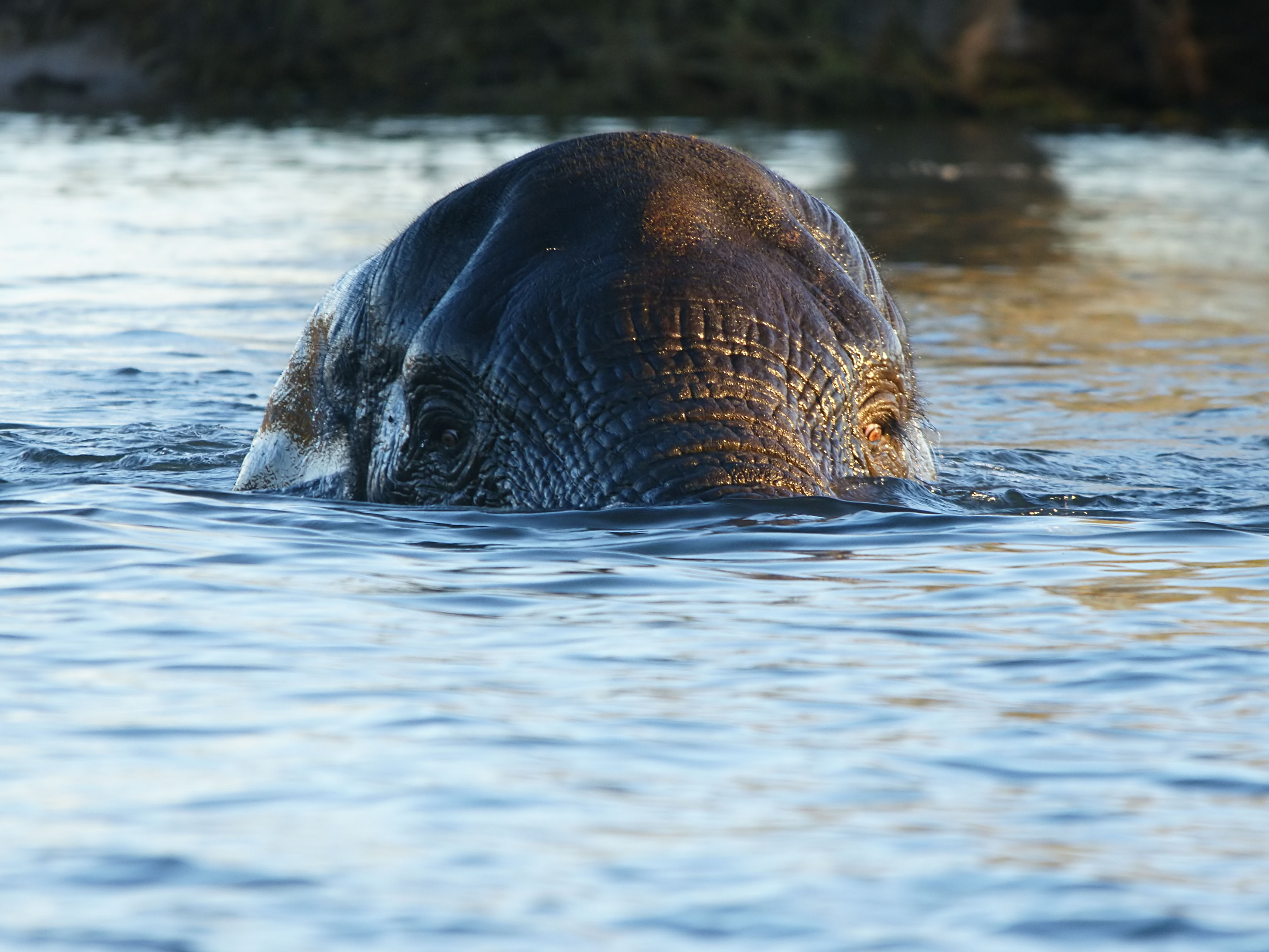
Un elefante che attraversa lo Zambesi

Il fiume ospita un'ampia varietà di specie animali. Ippopotami, coccodrilli e varani sono molto presenti in molti punti del fiume. Gli uccelli sono abbondanti, con specie come aironi, pellicani, aquile pescatrici africane presenti in gran numero. La vegetazione boscosa lungo le coste dà vita a numerose specie animali di grandi dimensioni, come bufali, zebre, giraffe ed elefanti. Tuttavia, sotto le dighe di Kariba e Cahora Bassa, la fine delle annuali alluvioni ha visto l'habitat di queste aree ridursi in modo considerevole, il che ha portato ad una corrispondente riduzione delle popolazioni dei grandi animali.
Nello Zambesi sono anche presenti diverse centinaia di specie di pesci, alcune delle quali sono endemiche del fiume. Tra le specie più importanti vi sono le ciclidi che sono pescate in grandi quantità come fonte di sostentamento, e il pesce gatto, il pesce tigre e altre specie di grandi dimensioni. Lo squalo leuca, detto anche squalo dello Zambesi, nonostante sia presente anche in altre parti del mondo, abita nelle acque costiere ma viene avvistato anche in zone molto interne, dove il fiume continua ad essere largo.

## Economia
La popolazione della valle del fiume Zambesi si aggira attorno ai 32 milioni di persone, l'80% delle quali dipende dall'agricoltura delle terre circostanti, rese molto fertili dal fiume.
Le comunità vicine al fiume praticano una pesca intensiva, molte persone viaggiano in zone molto lontane per poter pescare. Alcune città che si trovano sulle strade per raggiungere il fiume, impongono ufficiose 'tasse sul pesce' alle persone che portano il pesce dello Zambesi in altre parti del paese. Oltre alla pesca per sostentamento, in alcune zone del fiume è molto praticata la pesca sportiva. Tra le città di Mongu e Livingstone è praticata la pesca turistica, che permette ai turisti di pescare specie esotiche, impossibili da trovare in altre zone. Infine è anche presente la pesca per la vendita di acquari.
La valle del fiume è ricca di depositi minerari e di combustibili fossili, e di miniere di carbone. Le dighe lungo il suo corso forniscono lavoro a molte persone, per la manutenzione sia delle stazioni di energia idroelettrica che delle dighe stesse. Molte zone del fiume sono destinazioni turistiche molto popolari. Le cascate Vittoria sono visitate da oltre un milione e mezzo di persone ogni anno, altre zone importanti per il turismo sono le paludi di Mana e il lago Kariba.

## Trasporti

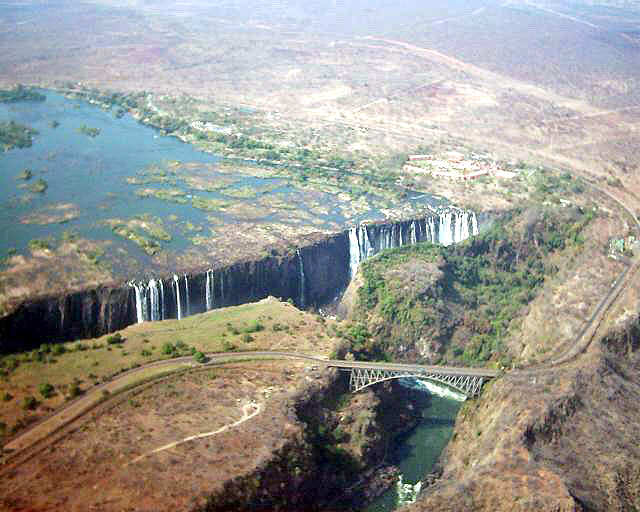
Le Cascate Vittoria e il ponte che attraversa lo Zambesi.

Il fiume è spesso interrotto da rapide, per cui non è mai stato una via di trasporto importante per le lunghe distanze. Tuttavia, per brevi tratti, è molto più conveniente navigare lungo il fiume che sulle strade dell'entroterra, che spesso si trovano in condizioni non praticabili a causa di inondazioni che avvengono regolarmente. Inoltre, molti villaggi che sorgono sulle coste del fiume sono raggiungibili solo tramite imbarcazioni.
Sono quattordici i ponti attraversano il fiume lungo tutto il suo corso, dei quali uno può essere attraversato solo a piedi. Tuttavia, in molti punti il fiume può essere attraversato, sia da persone che da veicoli, tramite dei traghetti ferroviari. Il ponte alle cascate Vittoria è stato il primo ad essere costruito, e fu completato nell'aprile del 1905. Fu inizialmente pensato come parte di una ferrovia che avrebbe dovuto collegare il Cairo a Città del Capo, ma il progetto non fu mai completato. Il ponte è lungo 250 metri, e si trova a una altezza di 125 metri dalle acque del fiume sottostante. I ponti successivi furono costruiti a Mutarara in Mozambico nel 1935, Chirundu in Zambia nel 1939, sopra la diga di Kariba nel 1959, e sopra quella di Cabora Bassa nel '74 a Tete in Mozambico negli anni '70 (raddioppiato nel 2014), e a Chinyingi nel nord dello Zambia negli anni '70, quest'ultimo attraversabile solo a piedi. Nel 2004 fu completato il ponte che attraversa il fiume collegando Sesheke in Zambia a Katima Mulilo in Namibia, nel 2008 è stata la volta del ponte di Cazombo in Angola, seguito nel 2009 dal ponte di Caia in Mozambico, nel 2016 dai ponti di Sioma e Mongu, entrambi in Zambia, mentre nel 2021 è stato aperto l'ultimo, il Kazungula Bridge, che connette le due città omonime in Zambia e Botswana.

## Esplorazioni del fiume
La regione dello Zambesi era conosciuta ai geografi medioevali come l'Impero di Monomotapa e il corso del fiume, come anche le posizioni del lago Ngami e del lago Malawi, erano descritti molto accuratamente nelle mappe antiche. Esse erano probabilmente disegnate a partire dalle informazioni dei commercianti arabi.
Il primo europeo a visitare la parte superiore dello Zambesi fu David Livingstone, nella sua esplorazione partita da Bechuanaland nel 1851. Due o tre anni dopo egli discese il fiume fino alla foce, scoprendo durante il viaggio le cascate Vittoria. Negli anni 1858-60, accompagnato da John Kirk, Livingstone risalì il fiume dalla foce Kongone fino alle cascate, tracciò il corso del suo affluente Shire e scoprì il lago Malawi.
Nei successivi 35 anni poche esplorazioni ebbero luogo nella regione del fiume, ma nel 1889 fu scoperto il canale Chinde, a nord delle principali foci del fiume. Le esplorazioni guidate dal Maggiore A. St Hill Gibbons nel 1895-96 e nel 1898-1900 furono una prosecuzione del lavoro iniziato da Livingstone nella parte superiore del bacino e nel corso centrale del fiume. L'esploratore portoghese Serpa Pinto nel 1878 esplorò alcuni affluenti occidentali e fece misurazioni delle cascate Vittoria.

## Ecologia
Le acque del fiume in prossimità dei centri urbani sono in gran parte inquinate a causa dell'inadeguata presenza di sistemi di trattamento delle acque reflue, che porta a scaricare liquami non trattati direttamente nel fiume. Questo ha portato a una eutrofizzazione delle acque del fiume ed è stato veicolo di diffusione di malattie legate all'igiene come colera, tifo e dissenteria.
La costruzione di due grandi dighe, che regolano il flusso del fiume, ha avuto un impatto negativo sulla vita animale e sulle popolazioni umane nella regione bassa dello Zambesi. Quando la diga Cahora Bassa fu costruita nel 1973, i suoi gestori permisero che essa venisse riempita in una sola stagione delle piogge, andando contro le raccomandazioni di riempirla nell'arco di almeno due anni. La drastica riduzione della porta d'acqua del fiume ha portato a una riduzione del 40% della copertura delle mangrovie, aumentando l'erosione della regione costiera e riducendo del 60% la pesca di gamberetti al largo della foce del fiume. Le zone umide al di sotto della diga si sono ridotte in modo considerevole.

## I grandi affluenti
Lo Zambesi ha numerosi affluenti, alcuni dei più importanti sono elencati di seguito in ordine di confluenza, dalla sorgente alla foce:
- Affluenti dello Zambesi superiore:
  - Kabompo
  - Lungwebungu
  - Luanginga
  - Luena
  - Cuando
- Affluenti dello Zambesi medio:
  - Kafue
  - Luangwa
- Affluenti dello Zambesi inferiore:
  - Shangani
  - Sanyati
  - Hanyani
  - Mazoe
  - Shire

## Città principali
Lungo gran parte del corso del fiume la densità abitativa è bassa, tuttavia il fiume bagna alcune importanti città, tra queste vi sono:
- Mongu ( Zambia)
- Lukulu ( Zambia)
- Katima Mulilo ( Namibia)
- Sesheke ( Zambia)
- Livingstone ( Zambia)
- Kariba ( Zambia)
- Songo ( Angola)
- Tete ( Mozambico)